# Australotitan
Australotitan — рід динозаврів-завропод з клади Titanosauria, що існував у пізній крейді на території Австралії.

## Відкриття
Рештки динозавра були виявлені у 2005 році у відкладеннях формації Вінтон на південному сході Квінсленда поблизу міста Ероманга. Першовідкривачем був Сенді Маккензі, який знайшов кістки на землі своїх батьків. Скам'янілі зразки були підготовлені та розкопані спільно з Квінслендським музеєм та Музеєм природної історії Ероманги в період з листопада 2005 року по квітень 2010 року. У 2021 році було описано нові рід та вид на основі часткового скелета, що складається з часткової лівої лопатки, часткової лівої та повної правої плечової кістки, правої ліктьової кістки, правої та лівої лобкової кістки та сідничної кістки та часткової правої та лівої стегнової кістки.

## Опис
Australotitan є найбільшоим відомим австралійським динозавром. Стегнова кістка зразка EMF164 має довжину 2,146 метра і подібна за розміром до стегнової кістки Futalognkosaurus та Dreadnoughtus , хоча і менша, ніж у Patagotitan. Автори, що описали вид, навмисно утрималися від оцінки розміру, оскільки важко отримати достовірні результати для зауропод.